# Бенш
Бенш (на френски: Binche) е град в Белгия, провинция Ено. Той е известен със своя карнавал и архитектурното си наследство. Разположен е между градовете Монс и Шарлероа, а населението му е около 32 000 души (2005).
Бенш достига своя стопански и политически разцвет по време на испанското управление в Нидерландия. По това време той е резиденция на Мария Унгарска, сестра на император Карл V. Той посещава града по нейна покана през 1549 и тя организира в негова чест пищни празненства, станали известни като Беншки триумфи.